# Jonas Glyager Jensen
Jonas Glyager Jensen (* 30. August 1981) ist ein dänischer Badmintonspieler. 

## Karriere
Jonas Glyager Jensen gewann 1998 und 2000 drei Nachwuchstitel in Dänemark und wurde 1999 Dritter bei der Junioren-Europameisterschaft im Mixed. 2001 siegte er bei den Norwegian International, 2003 wurde er Zweiter bei den Dutch International. 2007 erkämpfte er sich zwei Titel bei den Iceland International.

## Sportliche Erfolge
| Saison    | Veranstaltung                                    | Disziplin    | Platz | Name                                                                 |
| --------- | ------------------------------------------------ | ------------ | ----- | -------------------------------------------------------------------- |
| 1997/1998 | Dänemark: Einzelmeisterschaften der Junioren U17 | Mixed        | 1     | Jonas Glyager Jensen, Skovshoved / Stine Borgstrøm, Nykøbing Falster |
| 1997/1998 | Dänemark: Einzelmeisterschaften der Junioren U17 | Herrendoppel | 1     | Jonas Glyager Jensen / Jacob Grandahl, Skovshoved                    |
| 1999      | Junioren-Europameisterschaft                     | Mixed        | 3     | Jonas Glyager Jensen / Helle Nielsen                                 |
| 1999/2000 | Dänemark: Einzelmeisterschaften der Junioren U19 | Mixed        | 1     | Jonas Glyager Jensen, Skovshoved IF / Stine Borgstrøm, Greve         |
| 2001      | Norwegian International                          | Herrendoppel | 1     | Martin Delfs / Jonas Glyager Jensen                                  |
| 2003      | Dutch International                              | Mixed        | 2     | Jonas Glyager Jensen / Majken Vange                                  |
| 2007      | Iceland International                            | Mixed        | 1     | Jonas Glyager Jensen / Maria Kaaberbøl Thorberg                      |
| 2007      | Iceland International                            | Herrendoppel | 1     | Peter Hasbak / Jonas Glyager Jensen                                  |